# Muringur Vadakkummuri
Muringur Vadakkummuri es una ciudad censal situada en el distrito de Thrissur en el estado de Kerala (India). Su población es de 4981 habitantes (2011). Se encuentra a orillas del río Chalakudy, a 34 km de Thrissur y a 43 km de Cochín.

## Demografía
Según el censo de 2011 la población de Muringur Vadakkummuri era de 4981 habitantes, de los cuales 2281 eran hombres y 2700 eran mujeres. Muringur Vadakkummuri tiene una tasa media de alfabetización del 97,35%, superior a la media estatal del 94%: la alfabetización masculina es del 98,56%, y la alfabetización femenina del 96,35%.